# ロンドンのオオカミ男
「ロンドンのオオカミ男」（Werewolves of London）は、ウォーレン・ジヴォンが1978年に発表した楽曲。

## 概要

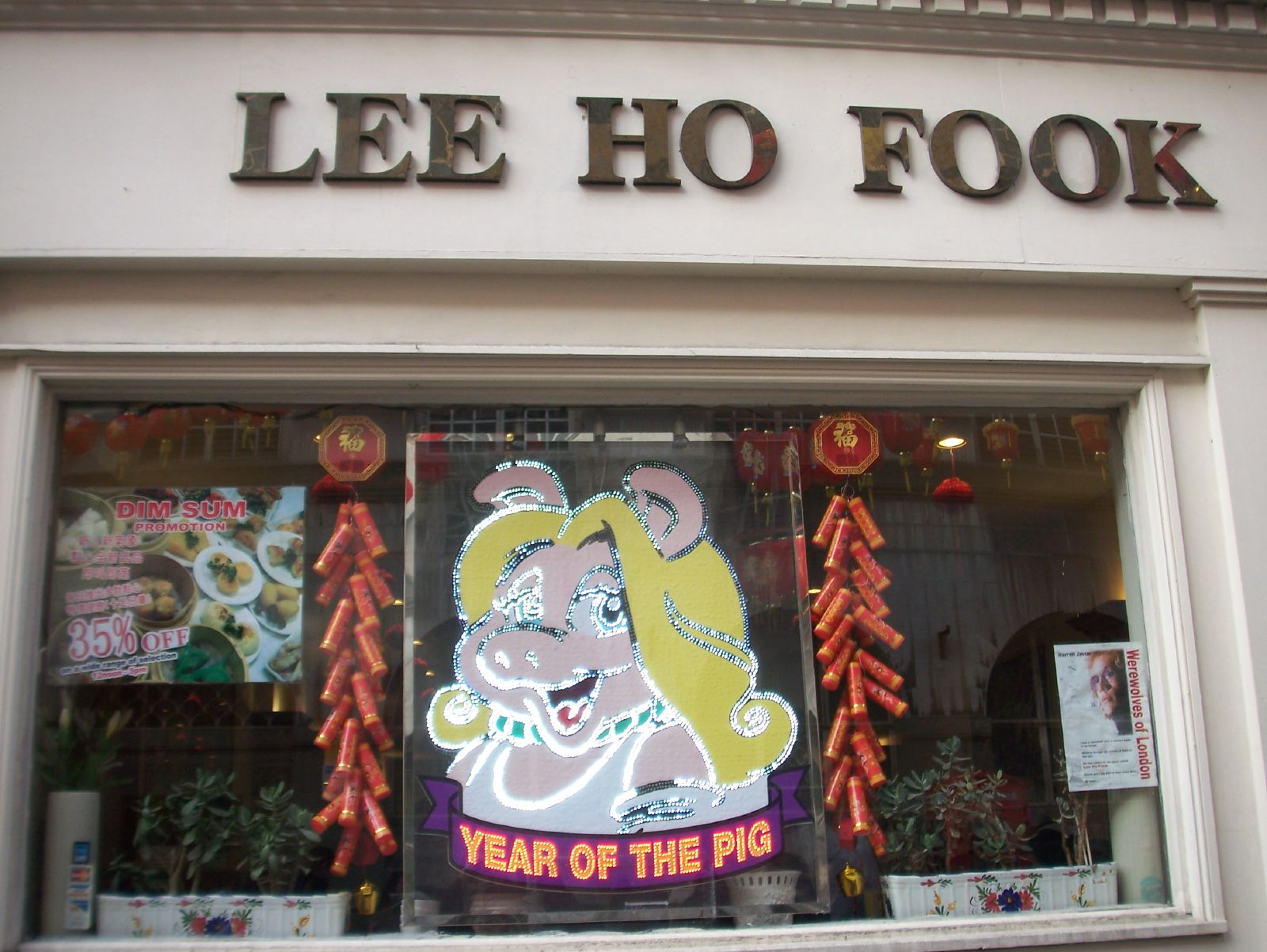
ロンドンのチャイナタウンにある「Lee Ho Fook's」。オオカミ男はビーフ炒麺を求めこの店に向かう。

エヴァリー・ブラザーズのフィル・エヴァリーがウォーレン・ジヴォンに発した冗談からこの曲は生まれた。テレビで狼男映画の『倫敦の人狼』（1935年、原題は「Werewolf of London」）を見たフィル・エヴァリーは「ロンドンの狼男というタイトルで踊り騒げる曲を書いてみないか」とジヴォンに持ちかけた。リロイ・P・マリネル、ワディ・ワクテル、ジヴォンの3人は15分で曲を書き上げ、そばにいたジヴォンの当時の妻のクリスタルが歌詞を書き留めた。1975年のことであった。
このような内容をもつ曲「ロンドンのオオカミ男」をまじめに考える者はいるはずもなかった。しかしジャクソン・ブラウンは歌詞を読んで「これはいけるかもかもしれない」と思い、1975年のツアーでカバーした。ボブ・ディランのローリング・サンダー・レヴューに同行したT・ボーン・バーネットも同年秋の同レヴューで披露した。
ジヴォンはジャクソン・ブラウンのプロデュースの下、1976年5月に2枚目のアルバム『Warren Zevon』を発表するが、本作品は収録されなかった。
1977年、ジヴォンは3枚目のアルバムの制作に入る。ようやく「ロンドンのオオカミ男」が取り上げられることになるが、レコーディングは難航した。少なくとも7種類の演奏メンバーによる録音が行われた。ワクテルは「いろいろスタジオ仕事をやってきたけれど、曲をつかむまでにこんなに苦労した曲はなかった」と述べている。最終的にジヴォンのピアノ、ワクテルのギター、ジョン・マクヴィーのベース、ミック・フリートウッドのドラムズの4人の演奏によるバージョンが採用された。ト長調でコードは3つしか使われない（G-C-D）。
1978年1月18日発売の3枚目のアルバム『Excitable Boy』に収録。シングルカット用の曲にジヴォンは「Johnny Strikes Up the Band」か「Tenderness on the Block」を考えていたが、レコード会社は「ロンドンのオオカミ男」を強く推し、同年3月にシングルとして発売された。
同年5月13日から5月20日にかけてビルボード・Hot 100で2週連続21位を記録。ジヴォンのキャリアの中で唯一トップ40入りした作品となった。
1980年12月発売のライブ・アルバム『Stand in the Fire』にライブ・バージョンが収録されている。

## 演奏者
- ウォーレン・ジヴォン - ピアノ、ボーカル
- ワディ・ワクテル - ギター
- ジョン・マクヴィー - ベース
- ミック・フリートウッド - ドラムズ

## カバー・バージョン
- グレイトフル・デッド - 1978年のツアーでカバー。2016年に発売されたライブ・アルバム『Red Rocks: 7/8/78』に収録。
- フレイミン・グルーヴィーズ - 1979年のアルバム『Jumpin' in the Night』に収録。
- マグノリア・エレクトリック・カンパニ―（The Magnolia Electric Co.） - 2005年のEP「Hard to Love a Man」に収録[8]。
- コズミック・ノイズ - 2011年のアルバム『A Monstrous Halloween』に収録。
- アポロジェティックス（ApologetiX） - 2016年のアルバム『Only a Glorified Cover Band』に収録。パロディ作品である。タイトルは「There Are Wolves Among Us」[9]。